# Super Bock
Super Bock es una marca portuguesa de cerveza, fundada en 1927 y propiedad de la empresa Unicer Bebidas de Portugal (Unicer). Su sede se encuentra en Leça do Balio, a las afueras de Oporto.
Ganadora de 36 medallas de oro en Europa de manera consecutiva en el prestigiado concurso Monde Sélection, SUPER BOCK Original es reconocida internacionalmente por su alta calidad. Además de la cerveza lager tradicional, cuenta con una gama de productos de distintos sabores:
- Super Bock Original

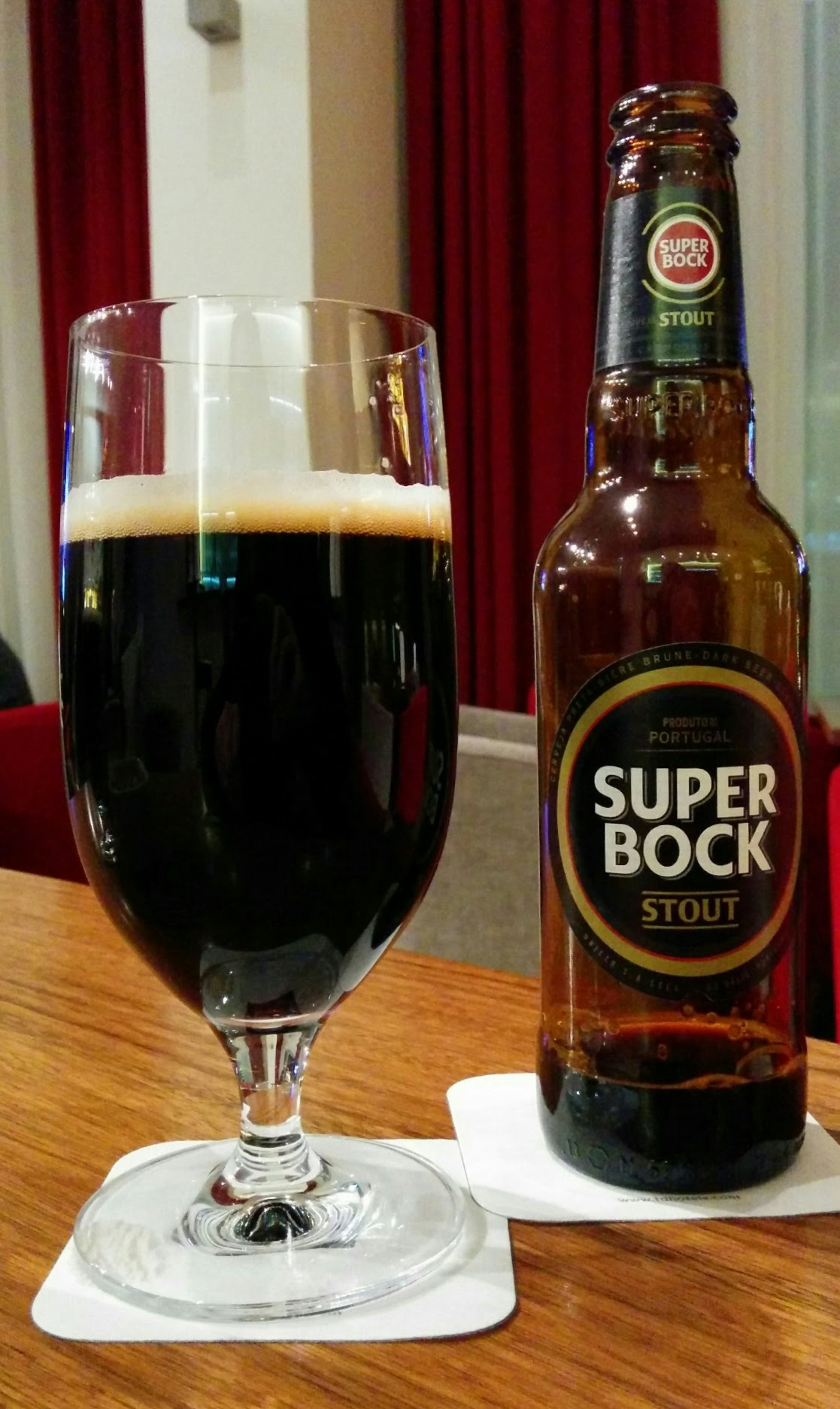
Copa y botella de Super Bock stout.

- Super Bock Green (cerveza con limón)
- Super Bock Classic (graduación alcohólica del 5,8%)
- Super Bock Stout (cerveza negra)
- Super Bock Abadia (cerveza de trigo con fermentación prolongada)
- Super Bock Sem Álcool (cerveza sin alcohol)
- Super Bock Sem Álcool Preta (cerveza negra sin alcohol)
- Super Bock Selecção 1927

En 1977, Super Bock recibió su primera medalla de oro del Instituto Internacional de Calidad Monde Selection.